# InterNIC
Die Gesellschaft InterNIC (Internet Network Information Center) wurde von drei Unternehmen und der US-Regierung (vertreten durch die National Science Foundation) im Jahre 1993 gegründet. Primär war das InterNIC für die Vergabe und Verwaltung von IP-Adressen zuständig, beauftragte jedoch  mit einem Großteil der Dienste die beteiligten Gründungsunternehmen; so gingen die Directory- und Datenbankdienste an AT&T, die Registrierungsdienste an Network Solutions, Inc. und die Informationsdienste an General Atomics/CERFnet.
Ende der 1990er Jahre wuchs mit zunehmender Größe des Internets auch die Kritik an der Konzentration der Internetverwaltung im InterNIC. Obwohl InterNIC als kommerzielles Konstrukt fungierte (bspw. damaliger Domainpreis: 50 $/Jahr, 1997: allein ca. 1.000.000 .com-Domains registriert, dazu kamen dann noch .net, .org, .edu und .us ), war beim Mitglied Network Solutions, nicht zuletzt aufgrund der als unantastbar angesehenen Monopolstellung als oberster Registrar, von einem marktwirtschaftlichen Dienstleister selten etwas spürbar. Eine Domain-Registrierung konnte schon mal 1–2 Wochen dauern. Auch die Absicherung der Services wurde von Fachleuten des Öfteren bemängelt, was beispielsweise in der Entführung der Domain www.internic.net durch Eugene Kashpureff gipfelte.
Als der Druck immer größer wurde, erging 1998 ein Beschluss der US-Regierung nach dem die Aufgaben des InterNIC von August 1999 bis Oktober 2000 schrittweise auf die im Oktober 1998 gegründete "Internet Corporation for Assigned Names and Numbers" (ICANN) übertragen wurden (eine neu gegründete, nicht-kommerzielle Organisation).
Von InterNIC ist lediglich der Markenname und ein Webauftritt übrig geblieben, welcher Informationen zum Thema Domain-Registrierung enthält. Unter anderem werden ein Whois-Dienst angeboten und die Registrare aller Top-Level-Domains aufgelistet. Betreiber der Website ist die ICANN.
Der verbliebene Markenname InterNIC stellt eine eingetragene Dienstleistungsmarke des U.S.-Handelsministeriums dar, deren Nutzung ebenfalls an die ICANN lizenziert wurde.
In Deutschland existiert eine INTERNIC GmbH, die mit dem eigentlichen InterNIC nicht in Zusammenhang steht und komplett eigenständig operiert. Hervorgegangen ist sie aus dem Rechenzentrumsbetrieb der INTERNET AG.
Ebenso existiert in Österreich seit 1999 eine internic GmbH (registrierte Marke innerhalb Österreichs), welche Domain-Registrierungen anbietet und komplett unabhängig von der ursprünglichen InterNIC agiert.